# Фред Мітчелл
Фредерік Одлі Мітчелл-молодший (англ. Frederick Audley Mitchell) (5 жовтня 1953) — політик та дипломат Багамських Островів. Міністр закордонних справ Багамських Островів (2002—2007) та з травня 2012 року.

## Життєпис
Мітчелл закінчив Антіохійський університет, отримав ступень магістра в Гарвардському університеті, а також юридичний ступінь в Букінгемському університеті.
Він працював редактором газети «Прогресивна ліберальна партія». Він обирався у парламент від партії «Прогресивна ліберальна партія». У 2002—2007 рр. та з травня 2012 року на посаді Міністра закордонних справ Багамських Островів.
Фред Мітчелл, очолював місію Співдружності в Камеруні.
Особа року 2014 (Багамські Острови)